# George Mansfield Smith-Cumming
Sir George Mansfield Smith-Cumming (Lee, 1º aprile 1859 – Londra, 14 giugno 1923) è stato un militare britannico.
Fu il primo direttore di quello che sarebbe successivamente diventato il Secret Intelligence Service (SIS, noto anche come MI6).

## Biografia
Nato in una famiglia del ceto medio, Smith frequentò il Royal Naval College a Dartmouth dove conseguì la nomina a Guardiamarina. Fu assegnato al HMS Bellerophon nel 1878, e per i seguenti sette anni lavorò nelle Indie Orientali. Però il suo grave mal di mare peggiorò, e nel 1885 fu inserito nella lista dei congedati come "non adatto al servizio".
Fu richiamato in servizio nella divisione estera del Naval Intelligence nel 1898, e portò a termine numerose missioni. Era solito viaggiare attraverso la Germania e nei Balcani fingendosi un uomo d'affari tedesco, pur non conoscendo una parola di tedesco. Il successo del suo lavoro fu tale che fu arruolato nel Secret Service Bureau (SSB) come direttore della sezione estera. Durante questo periodo sposò la ricca May Cumming, e come parte del matrimonio cambiò il suo cognome in Smith-Cumming.
Nel 1914 fu coinvolto in un incidente nel quale suo figlio rimase ucciso.

## Riferimenti letterari
George Mansfield Smith-Cumming diventa un personaggio secondario in alcuni paragrafi del romanzo storico di Ken Follett La Caduta dei Giganti, in qualità di Direttore della sezione Esteri dell'allora servizio segreto inglese. Egli investe di una missione di spionaggio uno dei personaggi principali del libro, il conte inglese Fitzherbert.